# Eriçó fosc oriental
L'eriçó fosc oriental (Erinaceus concolor) és una espècie d'eriçó molt similar en aparença i estil de vida a l'eriçó comú, però es caracteritza per una taca blanca al pit. Durant molt de temps se'ls considerà una única espècie i de fet poden hibriditzar-se.
A diferència de l'eriçó comú, l'eriçó fosc oriental no excava mai caus, sinó que prefereix fer-se nius d'herba en llocs amagats.